# Pterocles orientalis

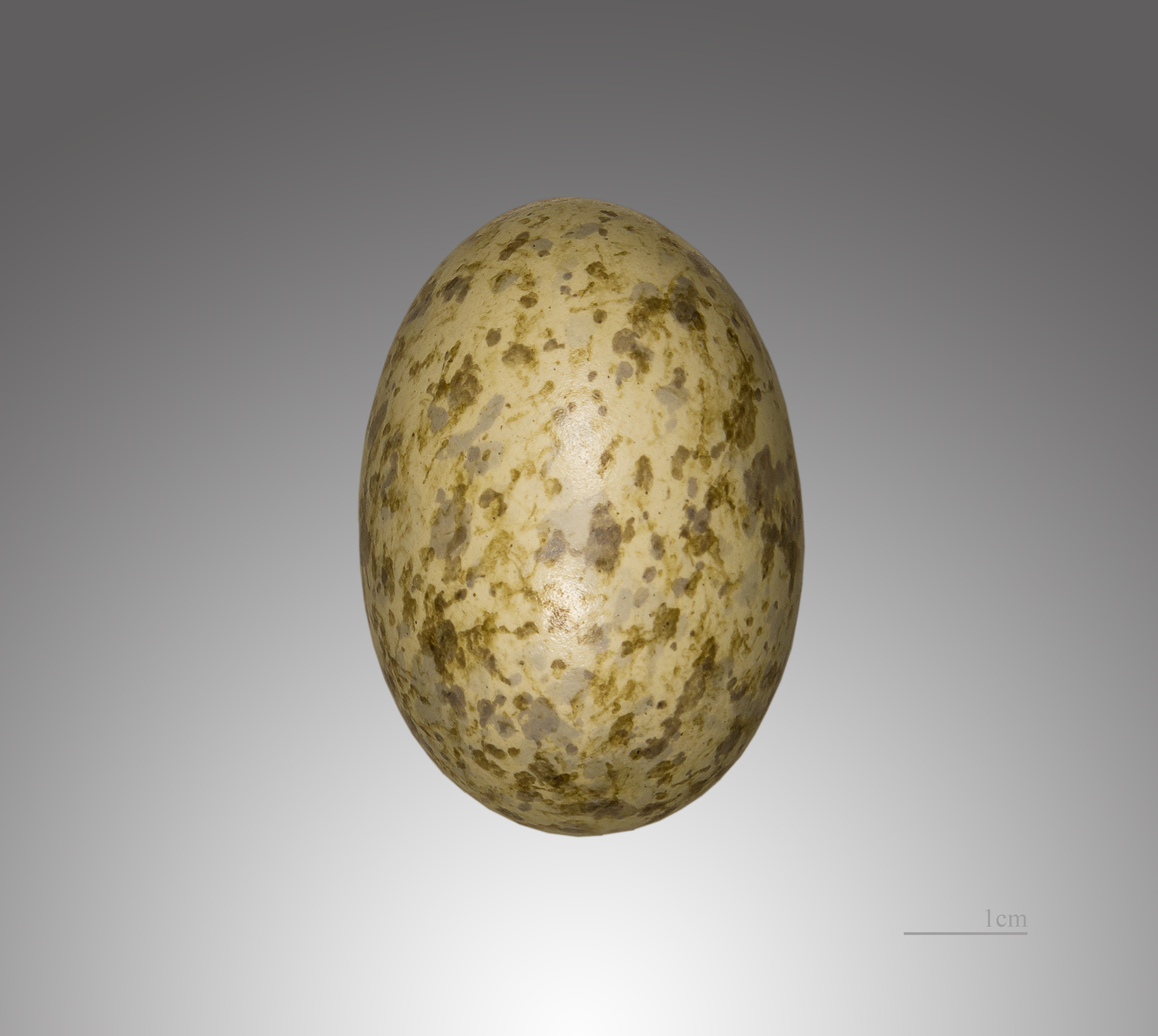
Pterocles orientalis

Pterocles orientalis là một loài chim trong họ Pteroclidae.
Giống chỉ định sinh sản ở Iberia, phía tây bắc châu Phi, quần đảo Canary, Thổ Nhĩ Kỳ, Iran, Cyprus và Israel. Giống phương đông P. o. arenarius (Pallas, 1775) được tìm thấy ở Kazakhstan, phía tây Trung Quốc và miền bắc Pakistan. Nó là loài di trú phần, với các loài chim Trung Á di chuyển đến Pakistan và miền Bắc Ấn Độ trong mùa đông.
Loài chim này sinh sống thành bầy trên vùng đồng bằng khô mở và môi trường sống tương tự, nhưng không giống như các Pterocles alchata, nó tránh khu vực hoàn toàn không có trong thực vật. Tổ của nó là một lỗ cào trên mặt đất và mỗi tổ có ba quả trứng màu xanh lục. Cả chim bố và chim mẹ đều ấp trứng.
Loài chim này thân dài 33–39 cm (13–15 in) và nặng 300-615 g (11-21,7 oz). Con trống có một đầu cổ và ức màu xám. Các phần dưới màu đen và trên lưng màu nâu vàng với những mảng tối hơn. 